# Howard Carter (basket-ball)
Pour les articles homonymes, voir Howard Carter et Carter.
Howard Carter, né le 26 octobre 1961 à Bâton-Rouge, Louisiane est un ancien joueur international américano-français de basket-ball , évoluant au poste d'arrière.
Son fils, Cameron Carter-Vickers, est un joueur international américain de football.

## Biographie
Étudiant en Louisiane, il réalise une très bonne saison Senior dans son équipe de NCAA qui lui permet d'être drafté en 15e position, lors de la draft de 1983 par les Nuggets de Denver.
Après une saison avec les Nuggets puis une demi saison chez les Mavericks de Dallas, il est recruté par Orthez en novembre 1985. Ses qualités de tireur, sa grande régularité, en font rapidement un joueur cadre de l'équipe et lui permettent d'être le troisième marqueur de l'histoire du basket palois. En fin de saison, il décroche le premier titre de Champion de France de l'histoire du club.
Il obtient son deuxième titre dès l'année suivante.  Il restera au sein de l'effectif palois jusqu'au début de la saison 1989-1990 où une rupture du tendon d'achille le tient éloigné des parquets toute la saison. Il repart l'année suivante avec le club de Chalons Champagne qu'il aide à monter en nationale 1B.
Revenu à Pau, il remporte un troisième titre en 1992 avant de connaître de nouveaux déboires. En avril 1995, il est arrêté par la police dans le cadre d’une affaire de trafic de stupéfiants.
Il reviendra ensuite au basket en jouant à Montpellier, puis se rendra en Grèce à Iraklion.

## Clubs successifs
- 1979-1983 :  LSU Tigers (NCAA)
- 1983-1984 :  Nuggets de Denver (NBA)
- 1984-1985 :  Mavericks de Dallas (NBA)
- 1985-1989 :  Orthez (N 1 A)
- 1990-1991 :  Châlons-en-Champagne (Nationale 2)
- 1991-1995 :  Pau-Orthez (N 1 A)
- 1995-1996 :  Montpellier Paillade Basket (Pro A)
- 1995-1997 :  Irakleio (HEBA)

## Palmarès
- Sélectionné lors de la Draft 1983 de la NBA en 15e par les Nuggets de Denver
- Champion de France 1986, 1987, 1992